# Gurbanguly Berdimuhammedow
Gurbanguly Mälikgulyýewiç Berdimuhammedow (Babarap, 29 de junho de 1957) é um político turquemeno que serviu como presidente do Turquemenistão de 21 de dezembro de 2006, após a morte de Saparmyrat Nyýazow, até 19 de março de 2022, quando foi sucedido por seu filho, Serdar Berdimuhamedow.
Assim como seu antecessor, o governo perpetuou um culto de personalidade ao redor de Berdimuhammedow. De acordo com a Human Rights Watch, ele, seus parentes e associados governaram o país de forma autoritária, controlando cada aspecto da vida do povo do Turquemenistão, que é conhecido como um dos países mais corruptos do mundo.

## Biografia

### Carreira política
Berdimuhammedow nasceu em Babarab, no atual distrito de Gökdepe, na província de Ahal. Licenciou-se no Instituto Médico Estatal do Turquemenistão e começou uma carreira de dentista. Em 1992 passou a fazer parte da faculdade de medicina dentária do instituto onde se tinha formado.
Em 1995, sob o regime de Saparmyrat Nyýazow, tornou-se responsável pelo centro de medicina dentária do Ministério da Saúde e da Indústria Médica. Em 1997 foi nomeado Ministro da Saúde, e em 2001, vice-presidente.
Como Ministro da Saúde foi supostamente responsável por cumprir as decisões de Nyýazow e fechar todos os hospitais fora da capital, Asgabade, em 2005. O sistema de saúde do Turquemenistão é considerado um dos piores da antiga União Soviética. De acordo com a Anistia Internacional, "os cuidados de saúde tornaram-se financeiramente inacessíveis para a maior parte da população."
Depois da morte de Nyýazow (em dezembro de 2006), que não nomeara sucessor, Berdimuhammedow tornou-se o líder da comissão que organizou o seu funeral de estado. Isso levantou imediatamente especulações de que Berdimuhammedow estaria na corrida para a sucessão de Nyýazow.
O Conselho de Segurança do Turquemenistão nomeou-o como presidente interino. O Conselho anunciou que a escolha recaíra em Öwezgeldi Ataýew, presidente da Assembleia do Turquemenistão, mas este não foi nomeado por o Procurador-Geral ter levantado um processo criminal contra ele.
De acordo com o segundo parágrafo do Artigo 60º da Constituição turquemena, não seria permitido a Berdimuhammedow concorrer às próximas eleições presidenciais. De qualquer forma, uma recente decisão do "Conselho do Povo" removeu essa decisão e tornou-o elegível, como um dos seis candidatos.
Berdimuhammedow apareceu como o candidato da atual elite. A oposição descreve-o como um homem de poucas ambições que move poucas influências, o que terá contribuído para a sua longa carreira como vice-presidente.

### Presidência
No dia 14 de fevereiro de 2007, Berdimuhammedow foi declarado vencedor das eleições presidenciais realizadas três dias antes, e imediatamente empossado no cargo.
Após assumir o cargo de presidente, Berdimuhamedow reverteu várias das políticas de Nyýazow, incluindo várias consideradas excêntricas. Cafés com acesso livre à Internet e sem censura foram abertos em Asgabade, a escolaridade obrigatória foi alargada de nove para dez anos e reintroduziram-se no currículo aulas de esportes e línguas estrangeiras, com o governo anunciando ainda planos para a abertura de várias escolas especializadas em artes. Ele pediu por reformas nos sistemas de educação, saúde e pensão, e funcionários do governo de origem étnica não turquemena que foram demitidos por Nyýazow foram autorizados a retornar ao trabalho. Ele também restaurou as pensões de 100 000 idosos que Nyýazow havia reduzido diante de uma crise orçamentária não especificada. Mais tarde, ele reabriu a Academia Turquemena de Ciências, que havia sido fechada por Nyýazow.
Apesar do caráter inicialmente progressista do governo de Gurbanguly Berdimuhammedow, as reformas tiveram um caráter limitado. A repressão política permaneceu (com entidades internacionais acusando o governo turquemeno de diversas violações dos direitos humanos), o país continuou a figurar entre uma das nações mais corruptas do mundo e a concentração de riquezas nas mãos de Berdimuhammedow e seus associados também continuou. Não havia liberdades políticas no Turquemenistão, com a mídia sendo controlada pelo Estado e o acesso ao país por estrangeiros sendo severamente limitado. A Human Rights Watch observou que Berdimuhamedow não apenas detinha o controle total sobre a vida pública e a mídia, mas também presidia um regime que não tolerava "expressão política ou religiosa alternativa". A associação Repórteres sem fronteiras (RSF) ranqueou o Turquemenistão como um dos piores no seu "Índice de Liberdade de Imprensa" durante todo seu governo, como também havia sido com Nyýazow. Em 2017, o RSF ranqueou o país na 178ª posição (de 180) na sua lista de liberdade, apenas ultrapassado pela Eritreia e pela Coreia do Norte. A RSF observou que o acesso à Internet era fortemente censurado e que antenas parabólicas foram removidas por funcionários do governo.

## Sucessão
Em fevereiro de 2022, foi reportado pela agência de notícias Reuters que Berdimuhamemdow planejava renunciar após a eleição presidencial em 12 de março, o que aumentou especulações de que ele estava preparando seu filho Serdar para sucedê-lo como presidente. Berdimuhamedow cumpriu essa promessa e endossou seu filho ao cargo, tendo este vencido a eleição, fazendo do Turquemenistão a primeira dinastia política da Ásia Central. Serdar assumiu o cargo de presidente em 19 de março, encerrando quinze anos do regime de Gurbanguly Berdimuhammedow.